# Džamaladdin Alijev
Džamaladdin Alijev (Djamaldin Aliev) (* 1. února 1984 Karačajevsk) je bývalý ruský zápasník – judista a sambista, který od roku 2005 reprezentoval Spojené státy.

## Sportovní kariéra
Vyrůstal v Čerkesku, kde začal s judem/sambem ve věku 13 let. V 15 letech se s rodiči přestěhoval do Spojených států do Denveru a v roce 2005 obdržel americké občanství. Od stejného roku se dostal do americké judistické reprezentace ve váze do 100 kg. V roce 2008 skončil třetí na americké olympijské kvalifikaci a na olympijských hrách v Pekingu nestartoval. Od roku 2010 se s novými pravidly juda v americké reprezentaci neprosazoval. Žije střídavě v Denveru a v Moskvě.

## Výsledky
| Olympijské hry          |     |    |   | — |     |
| Mistrovství světa       | úč. |    | — |   | úč. |
| Panamerické hry         |     |    | — |   |     |
| Panamerické mistrovství | —   | 5. | — | — | —   |